# Backlash 2001
Backlash 2001 è stata la terza edizione dell'omonimo pay-per-view prodotto dalla World Wrestling Federation, svoltosi il 29 aprile 2001 alla Allstate Arena a Rosemont.

## Risultati
| #    | Match | Stipulazioni                                           | Durata |
| ---- | --- | ------------------------------------------------------ | ------ |
| Heat | Jerry Lynn ha sconfitto Crash Holly (c) | Single match per il WWF Light Heavyweight Championship | 3:37   |
| Heat | Lita ha sconfitto Ivory | Single match                                           | 2:40   |
| 1    | X-Pac, Justin Credible e Albert hanno sconfitto i Dudley Boyz                                                                                      | Six-man tag team match                                 | 8:00   |
| 2    | Rhyno (c) ha sconfitto Raven | Hardcore match per il WWF Hardcore Championship        | 8:11   |
| 3    | William Regal ha sconfitto Chris Jericho | Single match                                           | 12:34  |
| 4    | Chris Benoit ha sconfitto Kurt Angle per 4-3 nei tempi supplementari                                                                               | Ultimate submission match                              | 31:33  |
| 5    | Shane McMahon (con Test ha sconfitto Big Show | Last man standing match                                | 11:55  |
| 6    | Matt Hardy (c) ha sconfitto Eddie Guerrero e Christian                                                                                             | Triple threat match per il WWF European Championship   | 6:37   |
| 7    | Triple H (WWF Intercontinental Champion) e "Stone Cold" Steve Austin (WWF Champion) hanno sconfitto The Undertaker e Kane (WWF Tag Team Champions) | Winner takes all tag team match                        | 25:02  |